# Сабатес, Жорди
Жорди Сабатес (исп. Jordi Sabatés Navarro; 23 октября 1948, Барселона, Каталония — 11 января 2022) — испанский композитор и пианист.
Учился в швейцарской школе Барселоны (исп. Universidad de Ciencias Físicas de Barcelona), дипломированный специалист по физике Учился в Консерватории Лисеу (Conservatorio Superior de Música del Liceo, Барселона) и на факультете физических наук.

## Творчество
Активно концертирует  и ведет музыкальную деятельность с конца 1960-х гг. Особо стоит отметить его сотрудничество с Тоти Соле в группе «Ом» в 1969-1971 гг., с певицей Марией дель Мар Бонет (в частности, они записали диск на стихи провансальских трубадуров исп. Breviari d’Amor), запись диска исп. Vampyria с выдающимся джазовым музыкантом Тете Монтолиу (1974), который до сих пор считается одним из лучших альбомов каталонского джаза; возглавляемую им группу исп. Jarka, а главное – длительная сольная карьера. Совместный с Санти Ариса (Santi Arisa) диск “исп. Jordi Sabatés. Solos de piano, duets amb Santi Arisa” (1979) американским журналом Down Beat назван «шедевром».
Он записал большое количество дисков, в числе которых «Ортодоксия», «Жорди Сабатес и Тоти Соле», «Властелин колец», «Вампирия», «Жорди Сабатес, соло на фортепиано», «Не смущайся… Бодлер», «Сквозь зеркало» и многие другие. Сабатес работал также как аранжировщик, писал музыку для театра и кино, публиковался в различных музыкальных журналах. С 1990 г. создает так называемые «спектакли о немом кино» на основе фильмов Жоржа Мельеса, Сегундо де Шомона, Бастера Китона, Фридриха Вильгельма Мурнау («Носферату») и т. д., в которых действие сопровождается живой музыкой. Также придумал моноспектакли-фортепианные концерты на разные сюжеты.
Сабатес был удостоен Национальной премии за лучший диск (исп. Premio nacional del disco,1983) за альбом, посвященный Скотту Джоплину и рэгтайму, премии джазовых композиторов (1992), премии креативности (1993), он является почетным членом Ибероамериканского форума искусств (2005). В 2009 году диск «Вампирия» был удостоен премии критики как лучший альбом испанского джаза с 1920 года.